# Charlène Guignard
Charlène Edith Magali Guignard (Brest, 12 augustus 1989) is een Frans-Italiaans kunstschaatsster die uitkomt in het ijsdansen. Ze nam met haar partner Marco Fabbri deel aan twee edities van de Olympische Winterspelen: Sotsji 2014 en Pyeongchang 2018.

## Biografie

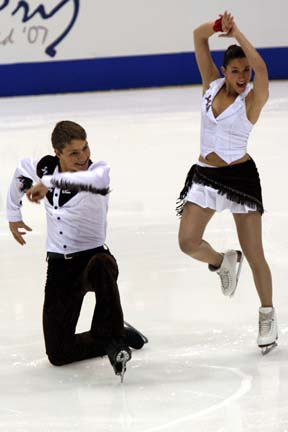
Guignard met haar vorige partner Guillaume Paulmier in 2007.

De Française Guignard begon in 1993 met kunstschaatsen. Na eerdere samenwerkingen met haar broer Christopher Guignard en met Goulven Fourdan, werd ze in 2006 gekoppeld aan Guillaume Paulmier. Ze nam met Paulmier deel aan twee edities van de WK voor junioren, in 2008 werd het paar 18e en in 2009 19e. Daarna ging het duo uit elkaar.
Vervolgens ging Guignard op zoek naar een andere schaatspartner; via Icepartnersearch vond ze de Italiaan Marco Fabbri. Het paar moest het in eigen land jarenlang afleggen tegen Anna Cappellini / Luca Lanotte, maar greep - nadat zij waren gestopt - in 2019 dan toch de nationale titel, hetgeen ze de twee opeenvolgende jaren ook zouden doen. In april 2011 deden Guignard en Fabbri voor het eerst mee met de wereldkampioenschappen, ze werden dat jaar 19e. Er volgden in de jaren erop nog acht deelnames, met als beste klassering de 6e plaats in 2021. Daarnaast nam het ijsdanspaar negen keer aan de Europese kampioenschappen deel. Hiervan was hun beste prestatie in 2019: de bronzen medaille.
Guignard verkreeg in 2013 het Italiaans staatsburgerschap. Hierdoor zou ze, als het paar zich zou kwalificeren, mogen deelnemen aan de Olympische Winterspelen. Dit lukte in 2014: Guignard en Fabbri werden 14e bij het ijsdansen en 4e bij de landenwedstrijd. Vier jaar later deden ze voor een tweede keer mee. Dit keer werden ze 10e bij het ijsdansen. Ze deden niet mee met de teamwedstrijd, waar Italië zich overigens wel voor had gekwalificeerd.
Guignard heeft ook privé een relatie met Fabbri.

## Persoonlijke records
Guignard/Fabbri
| records             | punten | datum      | toernooi          |
| ------------------- | ------ | ---------- | ----------------- |
| Hoogste totaalscore | 207.68 | 16-04-2021 | World Team Trophy |
| Hoogste korte kür   | 084.66 | 23-01-2020 | EK                |
| Hoogste vrije kür   | 124.75 | 16-04-2021 | World Team Trophy |

## Belangrijke resultaten
2006-2009 met Guillaume Paulmier (voor Frankrijk uitkomend), 2010-2020 met Marco Fabbri (voor Italië uitkomend)
| Kampioenschap                                    | 07/08 | 08/09 |               | 10/11         | 11/12         | 12/13         | 13/14         | 14/15         | 15/16         | 16/17         | 17/18         | 18/19         | 19/20         | 20/21 |
| ------------------------------------------------ | ----- | ----- | ------------- | ------------- | ------------- | ------------- | ------------- | ------------- | ------------- | ------------- | ------------- | ------------- | ------------- | ----- |
| Olympische Spelen                                |       |       |               |               |               | 14e 4e (team) |               |               |               | 10e           |               |               |               |       |
| Wereldkampioenschap                              |       |       | 19e           |               | 17e           | 14e           | 12e           | 10e           | 11e           | 9e            | 8e            | *             | 6e            |       |
| Europees kampioenschap                           |       |       |               | 11e           | 9e            | 8e            | 6e            | 7e            | 6e            | 5e            | Brons         | 4e            | *             |       |
| Grand Prix-finale                                |       |       |               |               |               |               |               |               |               |               | Brons         |               |               |       |
| Nationaal kampioenschap                          |       | 5e    | Zilver        | Zilver        | Zilver        | Zilver        | Zilver        | Zilver        | Zilver        | Zilver        | Goud          | Goud          | Goud          |       |
| WK junioren                                      | 18e   | 19e   | geen deelname | geen deelname | geen deelname | geen deelname | geen deelname | geen deelname | geen deelname | geen deelname | geen deelname | geen deelname | geen deelname |       |
| * Agelast naar aanleiding van de coronapandemie. |       |       |               |               |               |               |               |               |               |               |               |               |               |       |